# Той самий Мюнхгаузен
«Той самий Мюнхгаузен» (рос. «Тот самый Мюнхгаузен») — російський радянський художній двосерійний телевізійний фільм-драма 1979 року, знятий на студії «Мосфільм» режисером Марком Захаровим за сценарієм Григорія Горіна, написаним за віддаленими мотивами творів Рудольфа Еріха Распе, присвячених пригодам барона Мюнхгаузена. Одна з найяскравіших режисерських робіт Марка Захарова та акторських робіт Олега Янковського. Прем'єра фільму відбулася 1 січня 1980 року.

## Сюжет

### Перша серія
У Німеччині в 1779 році живе барон Мюнхгаузен. Навколишні сприймають його як дивака і фантазера, але він пишається тим, що ніколи не бреше — навіть тоді, коли це було б корисно для нього самого або близьких. Мюнхгаузен живе в своєму замку з чарівною дівчиною Мартою. Вони давно планують весілля, але барон через рішення батьків уже одружений з Якобіною фон Дуттен, яку не кохає. Вона живе окремо з дорослим інфантильним сином Феофілом. Мюнхгаузен домагається розлучення, але дозвіл може дати тільки герцог. Якобіна та її коханець Генріх Рамкопф всіляко перешкоджають цьому з метою домогтися визнання Мюнхгаузена неосудним через божевілля, щоб заволодіти його майном. Всі обхідні шляхи барон вже випробував, але священики відмовилися вінчати його та Марту.
Одного щасливого дня герцог, роздратований сваркою з герцогинею, підписує прохання Мюнхгаузена про розлучення. Марта щаслива, але вона побоюється, що її коханий викине чергового коника під час засідання суду, який повинен затвердити розлучення. Так воно і відбувається: в документах про розлучення Мюнхгаузен зазначає дату 32 травня, оскільки, відповідно до власних розрахунків, переконаний, що в поточному році повинен бути ще один додатковий день. Виникає скандал і суд, визнавши себе ображеним, відмовляється затвердити розлучення, якщо барон не визнає себе звичайним фантазером. Друзі, слуги — всі вмовляють барона підкоритися. Марта, намагаючись врятувати майбутнє щастя, ставить баронові ультиматум. Барон здається, підписує зречення від самого себе, спалює свої рукописи і віддаляється в кімнату з пістолетом. Лунає постріл.

### Друга серія
32 травня, на третю річницю смерті барона, на головній площі міста відкривають пам'ятник Мюнхгаузену. До того часу барон став легендою, про його пригоди знають із книги «Пригоди барона Мюнхгаузена», доповненої вигадками Якобіни. Рамкопф проводить замком барона екскурсії туристів і виводить наукове обґрунтування можливості підняття себе за волосся. Феофіл безуспішно намагається повторювати подвиги Мюнхгаузена. Колишній слуга Мюнхгаузена Томас дізнається, що барон живе під виглядом квіткаря Мюллера, завдяки чому зміг одружитися з Мартою.
Але звичайне життя зробило барона похмурим і прагматичним циніком. Марта пішла від нього і Мюнхгаузен робить висновок: «щоб повернути її, треба повернути себе». Живий барон, однак, не цікавить нікого, окрім Марти й Томаса.
Барон зізнається про свій обман кільком людям. Але бургомістр, колишній друг барона, «заради збереження громадського спокою» оголошує його самозванцем і відправляє у в'язницю «до з'ясування особи». На суді родичі та друзі барона відмовляються визнавати його. Але в останній момент з'являється Марта як свідок, і підтверджує, що це той самий Мюнхгаузен, через що засідання суду доводиться перервати. Баронеса та Рамкопф погрозами змушують Марту змінити свідчення. Вона погоджується, щоб урятувати барона від в'язниці чи навіть страти. Барону пропонують визнати себе Мюллером. Якщо ж він хоче називатися Мюнхгаузеном, то повинен довести це, повторивши політ на гарматному ядрі на Місяць (пригода відсутня в справжній книзі про барона). «Слідчий експеримент» відбувається 32 травня 1783. Марта просить помилувати її «божевільного» чоловіка, а потім зізнається Мюнхгаузену, що в гармату зарядили сирий порох, тому ядро пролетить зовсім трохи, а з Мюнхгаузена всі глузуватимуть.
Томас замінює порох на сухий, глядачі бояться, що барон тепер може загинути. Герцога вмовляють визнати особу барона, а його нову подорож на Місяць — здійсненою. Раніше заплановане святкування відбувається як святкування повернення Мюнхгаузена. Якобіна вигадує як подорожувала на Місяць разом із бароном, і готується видати мемуари про це. Барон виголошує промову, що справа не в тім, чи правдиві розповіді про нього, а в тім, що він сам ніколи не бреше. Потім він вирішує здійснити політ на Місяць і піднімається до гармати мотузяною драбиною. Але виявляється, що гармати вже немає на місці і драбина веде просто в небо.

## У ролях
- Олег Янковський — барон Карл Фрідріх Ієронім фон Мюнхгаузен
- Олена Коренєва — Марта, кохана барона
- Інна Чурікова — баронеса Якобіна фон Мюнхгаузен
- Олександр Абдулов — Генріх Рамкопф, коханець баронеси
- Ігор Кваша — бургомістр
- Леонід Броньовий — герцог
- Леонід Ярмольник — Феофіл фон Мюнхгаузен, син барона
- Володимир Долинський — пастор
- Юрій Катін-Ярцев — Томас, слуга барона
- Всеволод Ларіонов — суддя
- Семен Фарада — головнокомандувач
- Ігор Ясулович — секретар герцога
- Любов Поліщук — Маленька Берта, співачка
- Володимир Фірсов — мім
- Ніна Палладіна — герцогиня
- Анатолій Скорякін — тюремник
- Євген Марков — придворний з годинником
- Григорій Горін — придворний
- Григорій Маліков — гвардієць, який намагався заарештувати барона
- Леонід Недович — глядач, коментатор судового процесу
- Віктор Іллічов — танцюрист у кабаку (в титрах не вказаний)

## Цікаві факти
- Справжній барон був одружений з Якобіною фон Дунтен, але, на відміну від сюжету, в них не було дітей і прожили вони разом до смерті Якобіни, після чого барон одружився з молодою Бернандіною фон Брун, але їхня сім'я не склалася.